# Хрисант Корчански
Хрисант (на гръцки: Χρύσανθος, Хрисантос) е гръцки духовник, архиерей на Цариградската патриаршия.

## Биография
Роден е около 1840 година в Цариград в семейство от Източна Мала Азия. Става енорийски свещеник на енорията „Света Богородица Кафатиани“ в Галата.
На 15 септември 1874 година в храма „Св. св. Константин и Елена“ в цариградския квартал Ипсоматия е ръкоположен за титулярен авидоски епископ и става председател на настоятелството на същия храм. Ръкополагането му е извършено от митрополит Никодим Кизически в съслужение с митрополит Йоаким Лариски и епископ Кирил Анастасиуполски.

На 29 януари 1885 година е избран за архиепископ на Неврокопската и Разложка епархия (Νευροκοπίου και Ρασλοκίου) и през май същата година пристига в Неврокоп. Българи се опитват да го убият в Горно Сингартия. При управлението му епархията е въздигната в митрополия. В 1887 година подава оставка, разочарован, че Патриаршията не подкрепя финансово усилията му да възспре българското църковно дело в епархията. По думите на Васил Кънчов, посетил Неврокопско през 1891 година: 
| „ | Хрисант със своето поведение бил образец на деморализиран калугер... Хрисант, като водил много разкошен живот, съсипал всичките черковни пари, що имала готови владишката община. Той се обличал много богато, имал голяма прислуга и се държал на голямо. В Неврокоп българите едвам дишали. | “ |

 Пак според Кънчов при напускането си на Неврокоп, Хрисант казва: 
| „ | Сам Господ да слезе, не може тук да унищожи българите! | “ |

След това отива в Цариград. На 20 октомври 1888 година е избран за архиерей на Лернийската епископия, която е повишена в Лероска и Калимноска митрополия. Уволнен е на 20 юли 1894 година.
От 26 юли 1894 до 1895 година, когато подава оставка, е корчански митрополит.
Оттегля се в Ипсоматия, където умира. Погребан е на 14 октомври 1911 година.